# El Sauzal (kommun)
El Sauzal är en kommun i Spanien.  Den ligger i provinsen Santa Cruz de Tenerife i den autonoma regionen Kanarieöarna i sydvästra delen av landet, 1 800 km sydväst om huvudstaden Madrid. Antalet invånare är 9 278 (2024). El Sauzal ligger på ön Teneriffa.